# 3720 Hokkaido
3720 Hokkaido је астероид главног астероидног појаса чија средња удаљеност од Сунца износи 2,319 астрономских јединица (АЈ).
Апсолутна магнитуда астероида је 13,1.